# Andrés Fleurquín
Andrés José Fleurquín Rubio, né le 8 février 1975 à Montevideo, est un footballeur international uruguayen. 
Il est, depuis mars 2019, vice-président du club uruguayen du Defensor Sporting Club.